# Грузький Яланчик
Грузьки́й Яла́нчик, Грузький Єланчик — річка в Україні, впадає до Азовського моря. Довжина 91 км. Площа водозбірного басейну 1 250 км². Похил 1,3 м/км. Долина трапецієподібна, завширшки до 2,5 км. Заплава двобічна, шириною до  м. Річище слабкозвивисте, шириною до 10 м, глибиною 1,5 м, на окремих ділянках розчищене. Стік зарегульований ставками. Використовується на зрошення.
Бере початок за с. Культура, до Азовського моря впадає у Новоазовську. Тече територією Старобешівського, Бойківського, Новоазовського районів Донецької області.
На лівому березі річки розташований один із чотирьох відділів Українського державного степового заповідника Хомутовський степ.